# Grójec
Grójec là một thị trấn thuộc huyện Grójecki, tỉnh Mazowieckie ở trung-đông Ba Lan. Thị trấn có diện tích 8 km². Đến ngày 1 tháng 1 năm 2011, dân số của thị trấn là 15533 người và mật độ 1812 người/km².